# Open Graphics Project

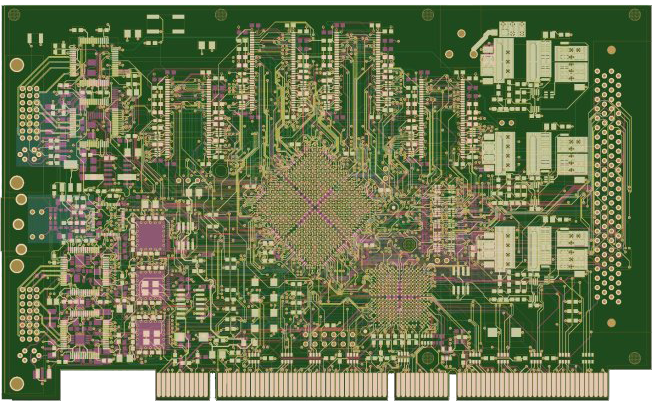
Hình ảnh board mạch Open Graphics Development

Open Graphics Project (OGP) được thành lập với mục tiêu thiết kế một phần cứng nguồn mở / kiến trúc mở và tiêu chuẩn cho các card đồ họa, chủ yếu nhắm vào các hệ điều hành phần mềm miễn phí / mã nguồn mở. Dự án này tạo ra một phát triển tái lập trình và tạo mẫu bo mạch và đã nhắm đến cuối cùng tạo ra một card đồ họa đầu cuối đầy đủ tính năng và cạnh tranh.

## OGD1

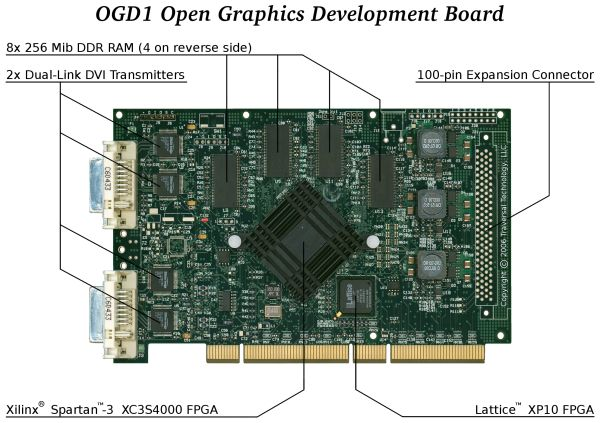
OGD1 prototype — OGD1-256DDAV.

Sản phẩm đầu tiên của dự án là một card đồ họa PCI có mã là OGD1, sử dụng một chip mảng cổng trường có thể lập trình được (FPGA) chip. Mặc dù card này không thể cạnh tranh với các card đồ họa trên thị trường tại thời điểm đó về hiệu suất hoặc tính năng, nó đã được dùng làm một công cụ để tạo mẫu bo mạch tích hợp dành cho ứng dụng chuyên biệt (ASIC) đầu tiên của dự án, cũng như cho các chuyên ngành khác cần card đồ họa có thể lập trình được hoặc các bo mạch mẫu dựa trên FPGA. Nó cũng được hy vọng rằng mẫu thử nghiệm này sẽ thu hút đủ sự quan tâm để thu được một số lợi nhuận và thu hút các nhà đầu tư đối với các card tiếp theo, vì nó đã được dự kiến sẽ có giá khoảng 2.000.000 $ Mỹ để bắt đầu sản xuất một thiết kế ASIC chuyên ngành. PCI Express và/hoặc các biến thể Mini-PCI được lên kế hoạch thực hiện. OGD1 được bắt đầu xuất hàng trong tháng 9 năm 2010,  khoảng sáu năm sau khi dự án bắt đầu và 3 năm sau khi sự xuất hiện của các mẫu thử nghiệm đầu tiên.
Các thông số kỹ thuật đầy đủ sẽ được công bố và các trình điều khiển thiết bị nguồn mở sẽ được phát hành. Tất cả RTL sẽ được phát hành. Mã nguồn của các trình điều khiển thiết bị và BIOS sẽ được phát hành theo giấy phép của MIT và BSD. RTL (trong Verilog) được sử dụng cho FPGA và RTL được sử dụng cho ASIC được dự kiến sẽ được phát hành theo giấy phép Công cộng GNU (GPL).
Nó có 256 MiB DDR RAM, được làm mát thụ động, và theo tiêu chuẩn DDC, EDID, DPMS và VBE VESA. TV-out cũng được lên kế hoạch sản xuấ.

### Đánh dấu phiên bản
Đánh dấu phiên bản cho OGD1 sẽ giống như sau:
{Số gốc} - Bộ nhớ Video} {giao diện đầu ra video} {tùy chọn đặc biệt ví dụ như: lắp đặt firmware A1 OGA}
| Trường                                                                                  | Giá trị minh họa | Miêu tả ví dụ                         |
| --------------------------------------------------------------------------------------- | ---------------- | ------------------------------------- |
| Số gốc                                                                                  | OGD1P-           | bo OGD1 với Bus PCI                   |
| Bộ nhớ Video                                                                            | 256              | 256 MiB                               |
| Đầu ra video, theo thứ tự, bỏ qua bất kỳ thông số nào không được cài đặt                |                  |                                       |
| Giao diện đầu tiên                                                                      | D                | Dual-link DVI                         |
| Giao diện thứ 2                                                                         | D                | Dual-link DVI                         |
| Giao diện thứ 3                                                                         | A                | Analog video, 75 ohm, tương thích VGA |
| Giao diện thứ 4                                                                         | V                | TV video                              |
| Các tùy chọn đặc biệt, theo thứ tự chữ và số, mỗi thứ đứng trước bởi một dấu gạch ngang |                  |                                       |
| firmware của nhà sản xuất -RTL                                                          | A1               | OGA1 Firmware                         |

### Các linh kiện trên OGD1

Sơ đồ linh kiện trên bo mạch Open Graphics Development

Các linh kiện chính của card đồ họa OGD1 (hiển thị trên bức hình trên)
A) Bộ phát DVI cặp A
B) Bộ phát DVI cặp B
C) DAC ba thành phần 330MHz 10-bit (đằng sau)
D) chip TV
E) DDR SDRAM 2x4 256 megabit (trước và sau)
F) Xilinx 3S4000 FPGA (chip chính)
G) Lattice XP10 FPGA (Giao diện chủ)
H) SPI PROM 1 Mibit
J) SPI PROM 16 Mibit
K) 3x 500MHz DACs (tùy chọn)
L) Đầu nối cạnh 64-bit PCI-X 
M) DVI-I đầu nối A và đầu nối B
N) Đầu nối S-Video
O) Đầu nối bus mở rộng 100-chân

## Các phân nhánh/ thuật ngữ liên quan đến OGP
Open Graphics Project (OGP)
Nhóm phát triển OGA, tài liệu hướng dẫn bằng văn bản, và các sản phẩm của nó.
Open Graphics Architecture (OGA)
Tên thương mại cho kiến trúc đồ họa mở theo quy định của Open Graphics Projects.
Open Graphics Development (OGD)
Bo thử nghiệm dựa trên FPGA thiết đặt ban đầu được sử dụng như một nền tảng thử nghiệm cho TRV ASICs.
Traversal Technology (TRV)
Tên thương mại cho các sản phẩm ASIC đầu tiên, dựa trên Kiến trúc Đồ họa mở (Open graphics architecture).
Open Graphics Card (OGC)
Card đồ họa dựa trên chip TRV.
Open Hardware Foundation (OHF)
Một tổ chức phi lợi nhuận có điều lệ là thúc đẩy việc thiết kế và sản xuất phần cứng mã nguồn mở và tài liệu mở.